# Manuel José Quintana
Manuel José Quintana (Madrid, 11 aprile 1772 – Madrid, 11 marzo 1857) è stato uno scrittore spagnolo.

## Biografia
Studiò a Salamanca, dove fu discepolo di Juan Meléndez Valdés. Patriota liberale, si oppose prima all'invasione francese, poi all'assolutismo del regno della restaurazione: dal 1814 al 1820 fu imprigionato nella fortezza di Pamplona.
Sotto il regno di Isabella II ottenne incarichi ed onori e nel 1855 la regina lo incoronò poeta nazionale.
Di formazione enciclopedista, Quintana fu il poeta più rappresentativo e influente della attardata scuola neoclassica spagnola. Ebbe infatti come maestri nella poesia i neoclassici Juan Meléndez Valdés, Pedro Estala, Nicasio Álvarez de Cienfuegos e Gaspar Melchor de Jovellanos. Sebbene accenti sinceri o accorati si possano trovare in alcuni suoi componimenti, la sua poesia raramente si salva dalla retorica e dall'accademismo.
Anche dal punto di vista teorico Quintana non accettò né comprese la poetica del romanticismo.
Strettamente ancorato ai canoni dell'unità di tempo e di luogo, come appare manifesto nel saggio giovanile Las reglas del drama, scrisse due tragedie alla maniera alfieriana.
La sua brillante prosa, anche se di scarso rigore scientifico, si rivelò nelle plutarchiane Vidas de españoles célebres.

## Opere

### Odi
- A la invención de la imprenta, (All'invenzione della stampa), 1800.
- Al combate de Trafalgar, (Alla battaglia di Trafalgar), 1805.
- A España después de la revolución de marzo, (Alla Spagna dopo la rivoluzione di marzo), 1808.

### Saggi
- Las reglas del drama, (Le regole del dramma), 1791.
- Vidas de españoles célebres, (Vite di spagnoli celebri), 1807-1833.

### Tragedie
- El duque de Viseo, (Il duca di Viseo), 1801.
- Pelayo (1805).